# Cat Smits
Pour les articles homonymes, voir Cat et Smits.
Cat Smits, née le 10 juin 1982 à La Haye, est une actrice néerlandaise. 

## Biographie
Cat Smits est bachelière en théâtre de l'École des Arts d'Amsterdam (nl).

## Filmographie

### Actrice

#### Cinéma
- 2011 : L'Été d'Alexa : Alexa
- 2014 : Afscheid van de Maan : Cheryl
- 2014 : The Common Sense : Saar

#### Courts-métrages
- 2012 : 9/11: A Love Story

#### Télévision
Séries télévisées
- 2015 : Divorce : Gwendolyn
- 2017 : Brussel : Ilse
- 2017 : Flikken Maastricht : Michelle Verhoek

### Scénariste

#### Cinéma
- 2011 : L'Été d'Alexa